# Сдобнов Микола Андрійович
Мико́ла Андрі́йович Сдобнов (* 19 червня 1907, Саратов — † 19 серпня 1971, Харків) — радянський військовий льотчик, Герой Радянського Союзу (1941).

## Біографія
Народився 19 червня 1907 року у Саратові. В 1922 році закінчив трудову школу. Працював ремонтником на залізниці та машиністом шахтах Донбасу.
З 1929 року в лавах Радянської армії. Учасник вторгнення СРСР до Польщі, брав участь у радянсько-фінській війні.
На період німецько-радянської війни — з червня 1941 року — командир ескадрильї близького бомбардування, літав на СБ.
Ворожа група армій «Південь» переважаючими силами наступала у напрямку Житомира, шлях до якого лежав через Полонне. 6 липня 1941 року у небі над містом відбувся унікальний повітряний бій. Екіпаж радянського бомбардувальника під керівництвом капітана Миколи Сдобнова за кілька хвилин бою збив 3 німецьких винищувачі. За цей бій вдостоєний звання Героя Радянського Союзу.
1946 року вийшов у запас за станом здоров'я.
1965 року отримав звання «Раціоналізатор УРСР».

## Джерело
- Біографія М. А. Сдобнова на сайті «Герои страны» (рос.)
- Герої з народу (рос.)